# Stazione di Myōrenji
La stazione di Myōrenji (妙蓮寺駅?, Myōrenji-eki) è una stazione ferroviaria di Yokohama, nella prefettura di Kanagawa che si trova nel quartiere di Kōhoku-ku ed è servita dalla linea ● Tōyoko della Tōkyū Corporation. La stazione dista 20,2 km da Shibuya.

## Linee
Tōkyū Corporation
● Linea Tōkyū Tōyoko

## Struttura
La stazione è costituita da due binari passanti in viadotto con due marciapiedi laterali.
| 1 | ● Linea Tōyoko |  | per Yokohama e, via linea Minatomirai, Motomachi-Chūkagai                                                                                        |
| 2 | ● Linea Tōyoko |  | per Kikuna, Musashi-Kosugi, Shibuya e, via linea Fukutoshin, Ikebukuro, via linea Seibu Ikebukuro, Tokorozawa e, via linea Tōbu Tōjō, Kawagoeshi |

## Stazioni adiacenti
| «                                 | Servizio           | »                  |
| Linea Tōkyū Tōyoko                | Linea Tōkyū Tōyoko | Linea Tōkyū Tōyoko |
| --------------------------------- | ------------------ | ------------------ |
| Kikuna                            | Locale             | Hakuraku           |
| Tutti gli altri treni non fermano |                    |                    |